# Томас Јохансон
Карл Томас Јохансон Кони (швед. Thomas Johansson; рођен 24. марта 1975. године у Линћепингу, Шведска) је шведски тенисер. Најбољи пласман на АТП листи му је седмо место. Он је бивши победник Отвореног првенства Аустралије у појединачној конкуренцији и олимпијски вицешампион у игри парова. Сребрну медаљу у дублу освојио је на Олимпијским играма 2008. године у пару са Симоном Аспелином.
Од 2015. је био први тренер Борне Ћорића.

## Гренд слем финала

### Појединачно 1 (1-0)
| Исход  | Година | Турнир                        | Подлога | Противник   | Резултат              |
| Победа | 2002   | Отворено првенство Аустралије | Тврда   | Марат Сафин | 3–6, 6–4, 6–4, 7–6(4) |